# Francisco Fernández de Córdoba y Mendoza
Francisco Fernández de Córdoba y Mendoza (? - Madrid, 29 de marzo de 1536), a menudo mencionado simplemente como Francisco de Mendoza, fue un clérigo y hombre de estado español.

## Biografía
Hijo del ii conde de Cabra Diego Fernández de Córdoba, que fue consejero de Enrique IV y de los Reyes Católicos, y de María Hurtado de Mendoza, hija a su vez de los primeros duques del Infantado, hizo sus estudios en la Universidad de Salamanca. 
Fue arcediano de Pedroche en la catedral de Córdoba, gobernador de la archidiócesis de Toledo en ausencia del arzobispo Guillermo de Croy, obispo de Oviedo, administrador de la diócesis de Zamora durante la prisión del obispo Antonio de Acuña y su sucesor en la silla episcopal, 
obispo de Palencia, presidente del consejo privado de la emperatriz Isabel de Portugal, 
presidente del Consejo de Hacienda y primer Comisario general de Cruzada.